# Бјаш
Бјаш (фр. Biaches) насеље је и општина у североисточној Француској у региону Пикардија, у департману Сома која припада префектури Перон.
По подацима из 2011. године у општини је живело 368 становника, а густина насељености је износила 56,44 становника/km². Општина се простире на површини од 6,52 km². Налази се на средњој надморској висини од 50 метара (максималној 91 m, а минималној 47 m).

## Демографија
| 1962. | 1968. | 1975. | 1982. | 1990. | 1999. | 2011. |
| ----- | ----- | ----- | ----- | ----- | ----- | ----- |
| 328   | 341   | 377   | 410   | 427   | 416   | 368   |

График промене броја становника у току последњих година